# Zwitserse trams in Utrecht
De Zwitserse trams zijn een serie enkelgelede trams van de Utrechtse sneltram, die dienst deden van 1983 tot 2020. In een serie van 27 werden de wagens door het Zwitserse SIG speciaal gebouwd voor de tramverbinding van Utrecht naar Nieuwegein en IJsselstein. Het materieel is tijdens zijn 37 jaar dienst sinds 1983 meerdere malen voorzien van andere kleurstellingen. Rond de millenniumwisseling zijn de trams grondig verbouwd. De Zwitserse trams verzorgden gedurende 37 jaar het vervoer op de sneltramlijnen, van 2009 tot 2014 samen met de rode Weense trams. Op 3 juli 2020 reed deze trams hun laatste ritten. Per 4 juli 2020 zijn zij buiten dienst gesteld. In juli en augustus 2020 werden de trams afgevoerd naar de sloperij van HKS Metals in Amsterdam. Alleen de 5017 bleef bewaard voor museumdoeleinden. Deze werd op 30 november 2020 eigendom van het inmiddels failliete Nederlands Transport Museum te Nieuw-Vennep. De kop van de 5027 werd geschonken aan de gemeente Nieuwegein.
Door de verbouwing van de tramlijn, waarbij de hoge perrons worden vervangen door lage perrons, kunnen zij niet meer gebruikt worden en vanaf begin 2021 werden zij vervangen door de nieuwe Spaanse lagevloertrams.

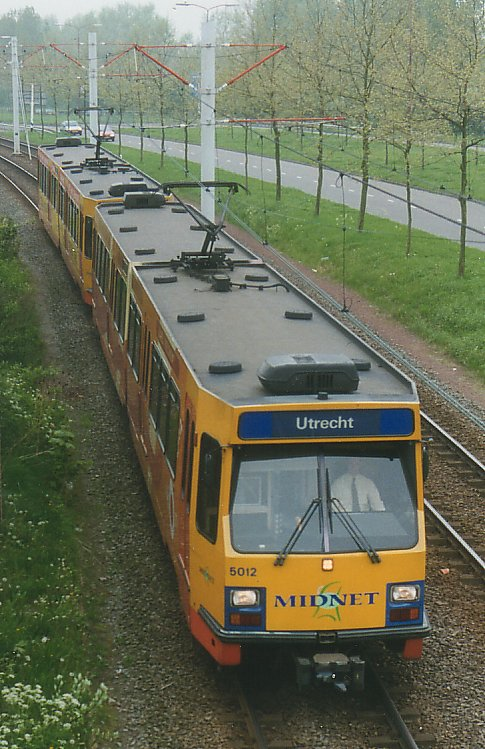
De gele trams met Midnet-logos.

## Aanschaf
De sneltramlijn is aangelegd door de Nederlandse Spoorwegen. Ook de tramstellen werden door de NS ontworpen maar met grotendeels de specificaties van een eerder ontwerp: het type B van Düwag. Ze werden gefabriceerd bij de Zwitserse fabriek SIG in Neuhausen am Rheinfall (wagennummers 5001-5027). In totaal werden 27 enkelgelede tramstellen aangeschaft. Zij werden in 1982-1983 per spoor afgeleverd en hadden een geeloranje kleurencombinatie. De banken waren oranje en bruin en de plafonds en wanden waren beige. 
Tot aan de renovaties hadden de sneltrams op veel details (soms exacte) overeenkomsten met treinstellen zoals de zwenk-zwaaideuren, het gebruik van klapstoelen, en het type klapstoelen, het gebruik van schuiframen, de binnenbestickering (de aanduidingen om de deur te sluiten), de sluit- en openingsknoppen van de deuren, het gebruik van koersrollen aan de zijkanten en ook het soort compressor(geluid). De gebruikte serienummerreeks 5000 van de sneltram, sloot aan op de serienummering bij het NS-materieel dat rond die tijd besteld werd (Sprinters serie 2000, Wadlopers serie 3000, Koplopers serie 4000).

## Verbouwing

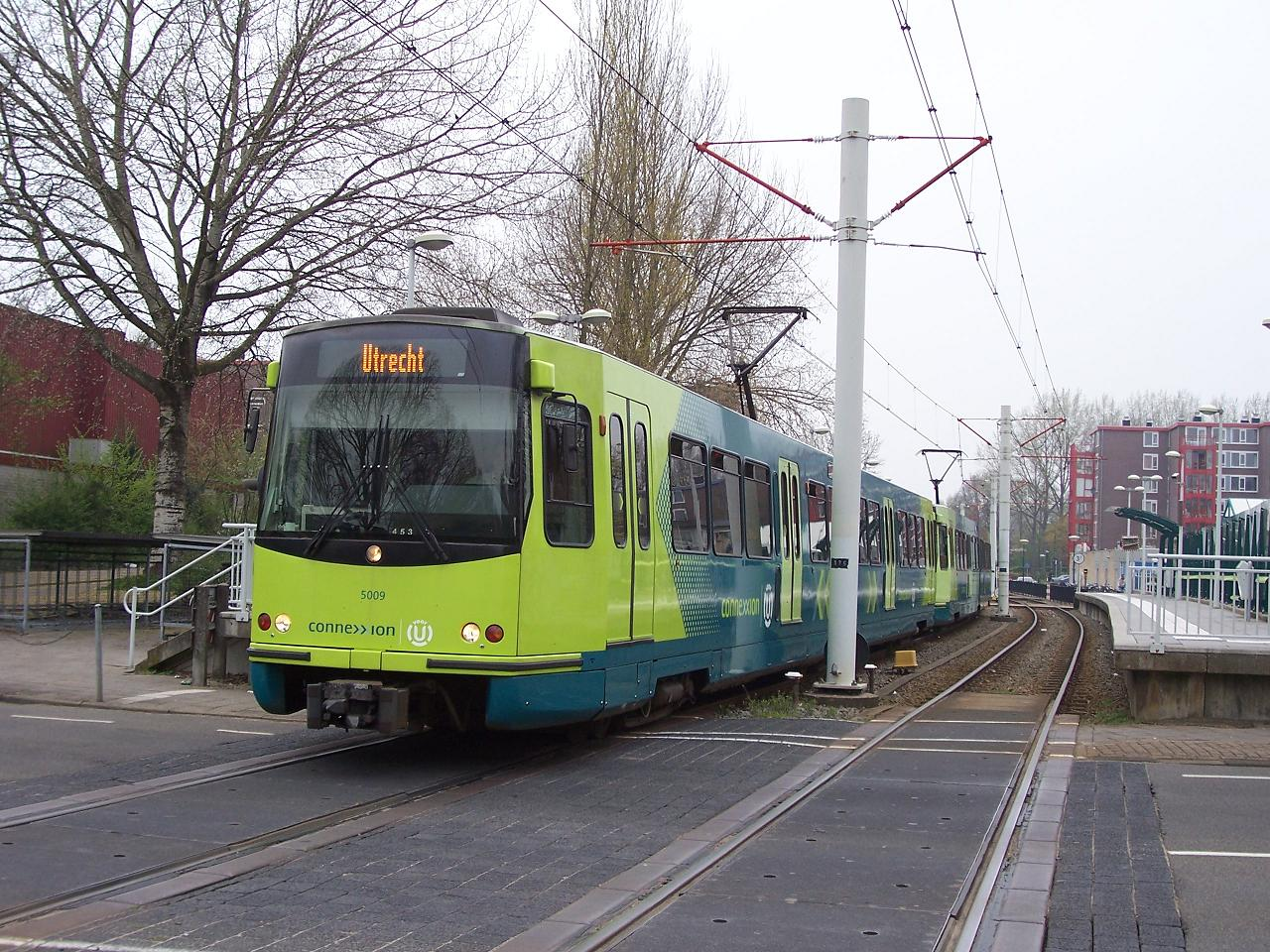
Tramstel 5007 in IJsselstein in de groene Connexxion-uitvoering vanaf 2000.

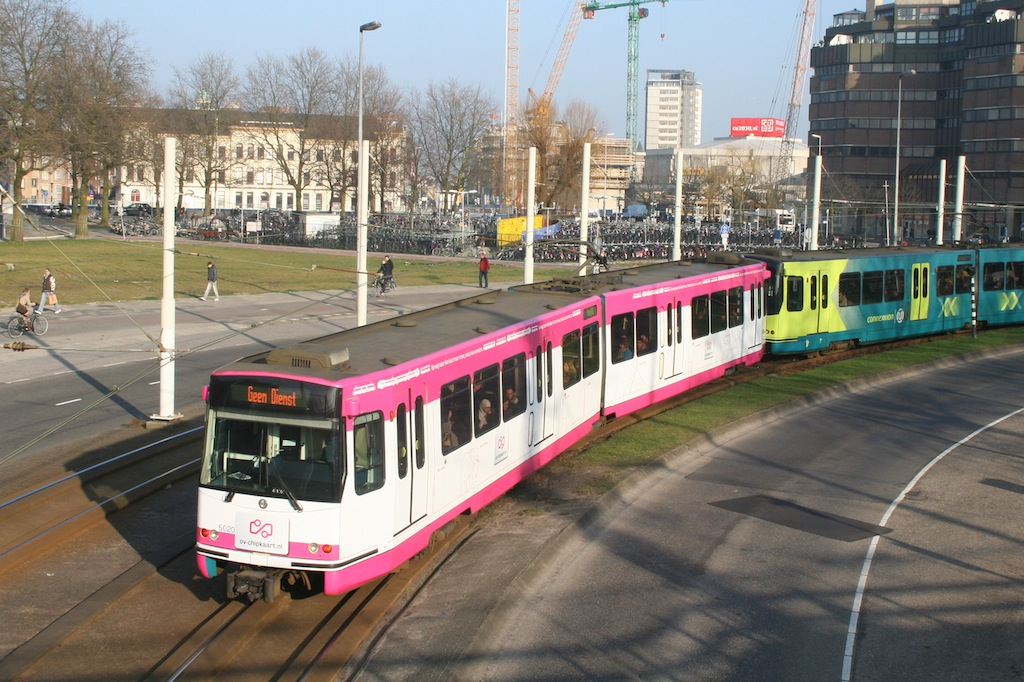
Sneltram Utrecht in OV-Chipkaart uitmonstering. Smakkelaarsveld te Utrecht; 3 maart 2011.

In 2000-2001 zijn de trams bij Partner für Fahrzeugausstattung (PFA) in Weiden volledig gerenoveerd en kregen ze de groene kleuren van Connexxion. Doordat de 'koppen' gewijzigd werden, kregen ze een totaal andere verschijningsvorm. Binnen werd door middel van het verwijderen van enkele banken meer ruimte gecreëerd voor mensen met een kinderwagen of rollator. Ook werden de meeste klapstoelen verwijderd zodat passagiers makkelijker konden in- en uitstappen. De banken bleven hetzelfde maar ze kregen een groene Connexxion-bekleding. Vanaf 2006 worden digitale bestemmingsdisplays ingebouwd, ter vervanging van de oude rolfilms. Rond 2010-2012 waren de bijna dertig jaar oude trams economisch afgeschreven.
Omdat vervanging op korte termijn niet aan de orde was, werden de Zwitserse trams tussen 2011 en 2012 bij VDL Bus Heerenveen gerenoveerd. In tegenstelling tot de voorgaande renovatie werden nu wel alle banken vervangen. De trams hebben nu individuele stoelen. De gerenoveerde trams waren nu heldergeel met grijs, dezelfde kleuren als de bussen van het BRU, echter zonder de bedrijfsnaam van de vervoerder. Dit werd gedaan omdat niet zeker was of Connexxion wel de vervoerder zou blijven. In mei 2013 was het zeker geworden dat de exploitatie overging naar Qbuzz. De rode Weense trams werden niet aangepast. De eerste vernieuwde gele tram kwam in december 2011 in dienst.
Het bij de tramaanslag in 2019 betrokken tramstel 5011 kreeg daarna het wagennummer 5004.

## Tramstel 5018
In 2003 werd tram 5018 vernoemd naar Alexander Tchernoff, de toenmalige burgemeester van De Bilt. Het was de bedoeling ieder jaar een tram te vernoemen naar een persoon die zich ingezet had voor het openbaar vervoer in de regio Utrecht, maar hierna bleven verdere vernoemingen echter uit.
Op 14 september 2010 kreeg de 5018 - nog steeds met de naam Mr. A. Tchernoff - een aanrijding met een gelede bus van het GVU op het toenmalige 5 Meiplein in Utrecht, waarbij hij ontspoorde. Bij het ongeval raakten 6 mensen gewond. De 5018 raakte dermate zwaar beschadigd dat, mede gezien zijn leeftijd, herstel niet zinvol meer werd geacht. In januari 2013 is de tram gesloopt op bedrijventerrein Cartesiusweg in Utrecht, nadat bruikbare onderdelen waren verwijderd.

## Interieurfoto's

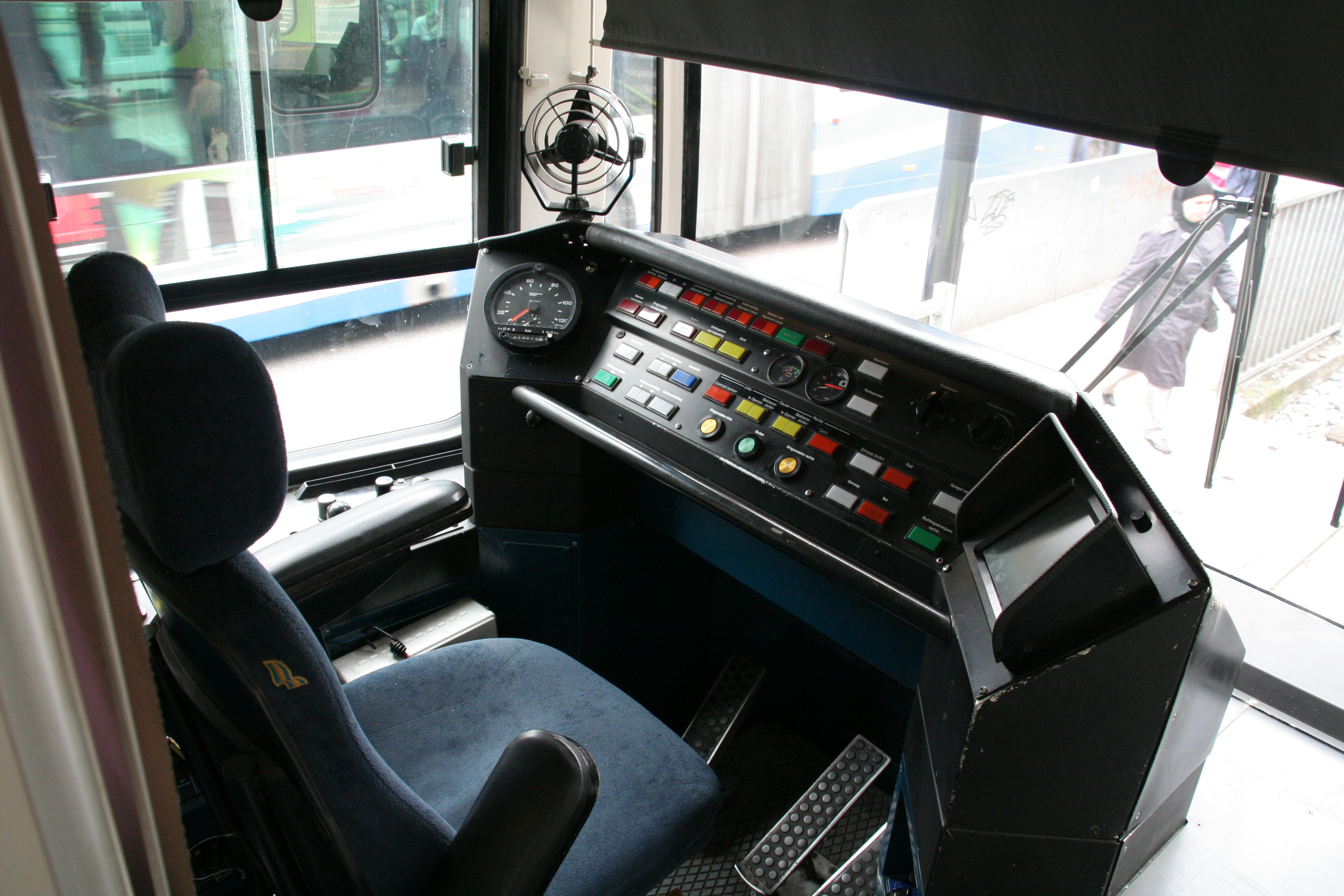
Bestuurderscabine
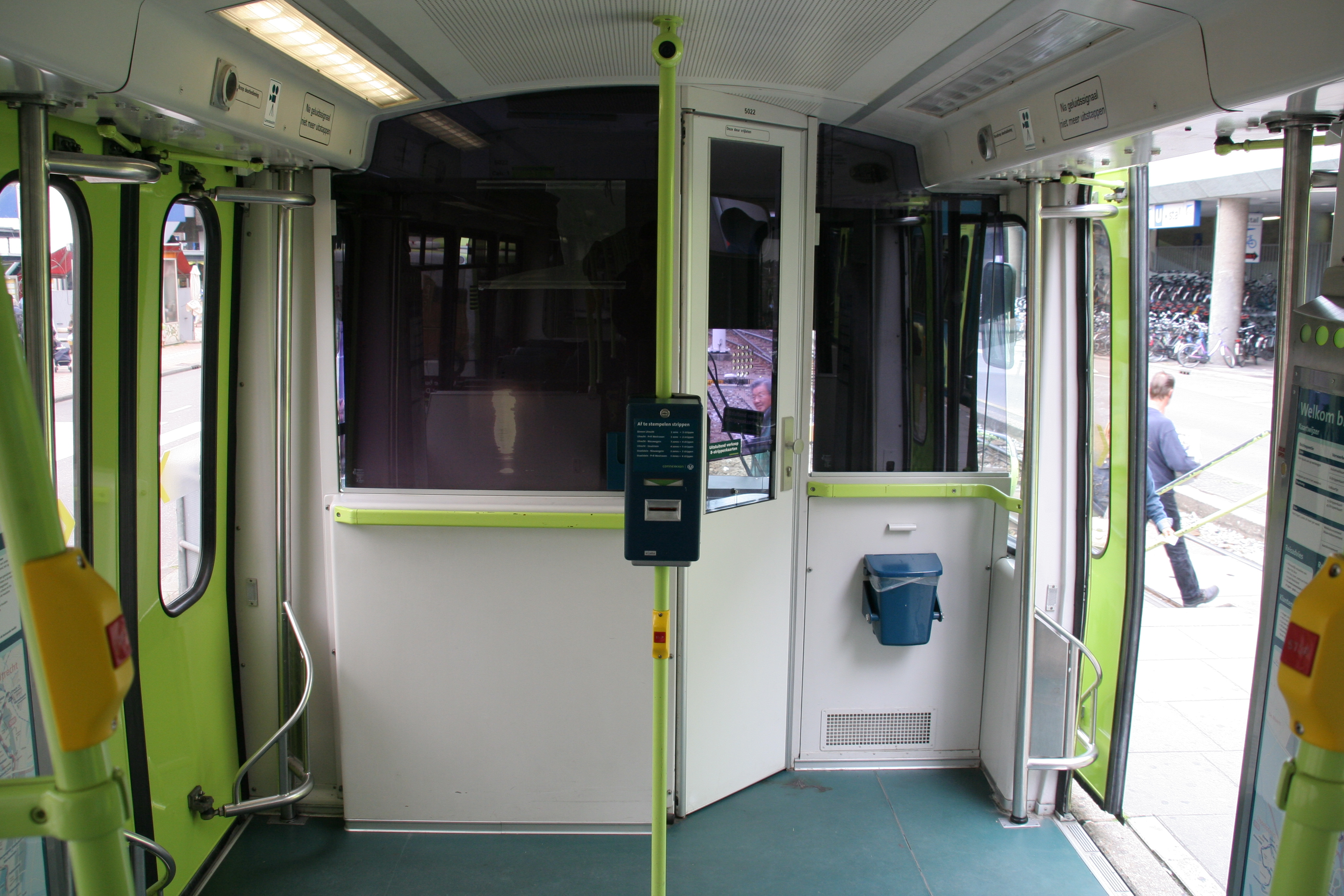
Eindbalkon
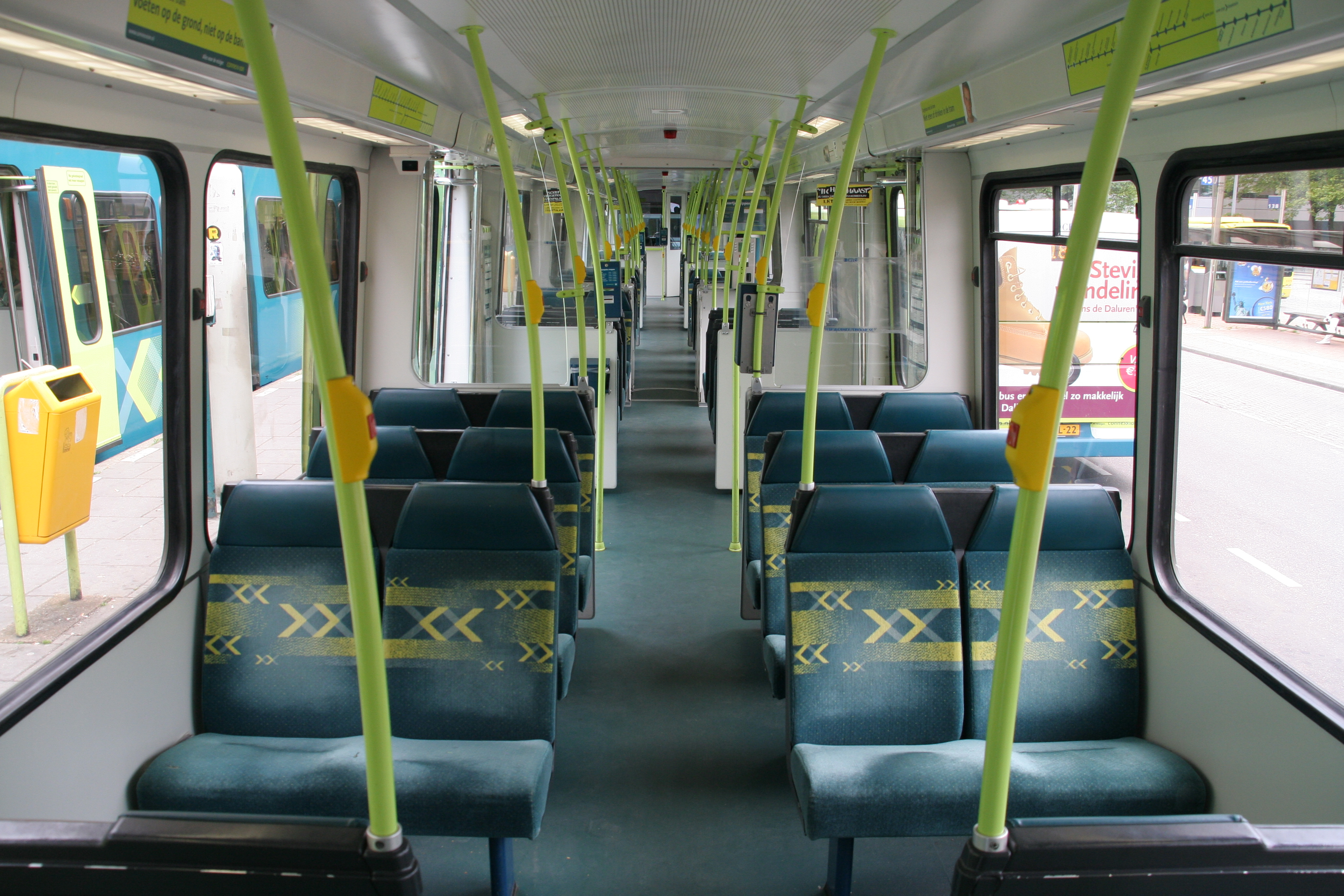
Interieur toen het materieel Connexxion-groen was (na 2000)
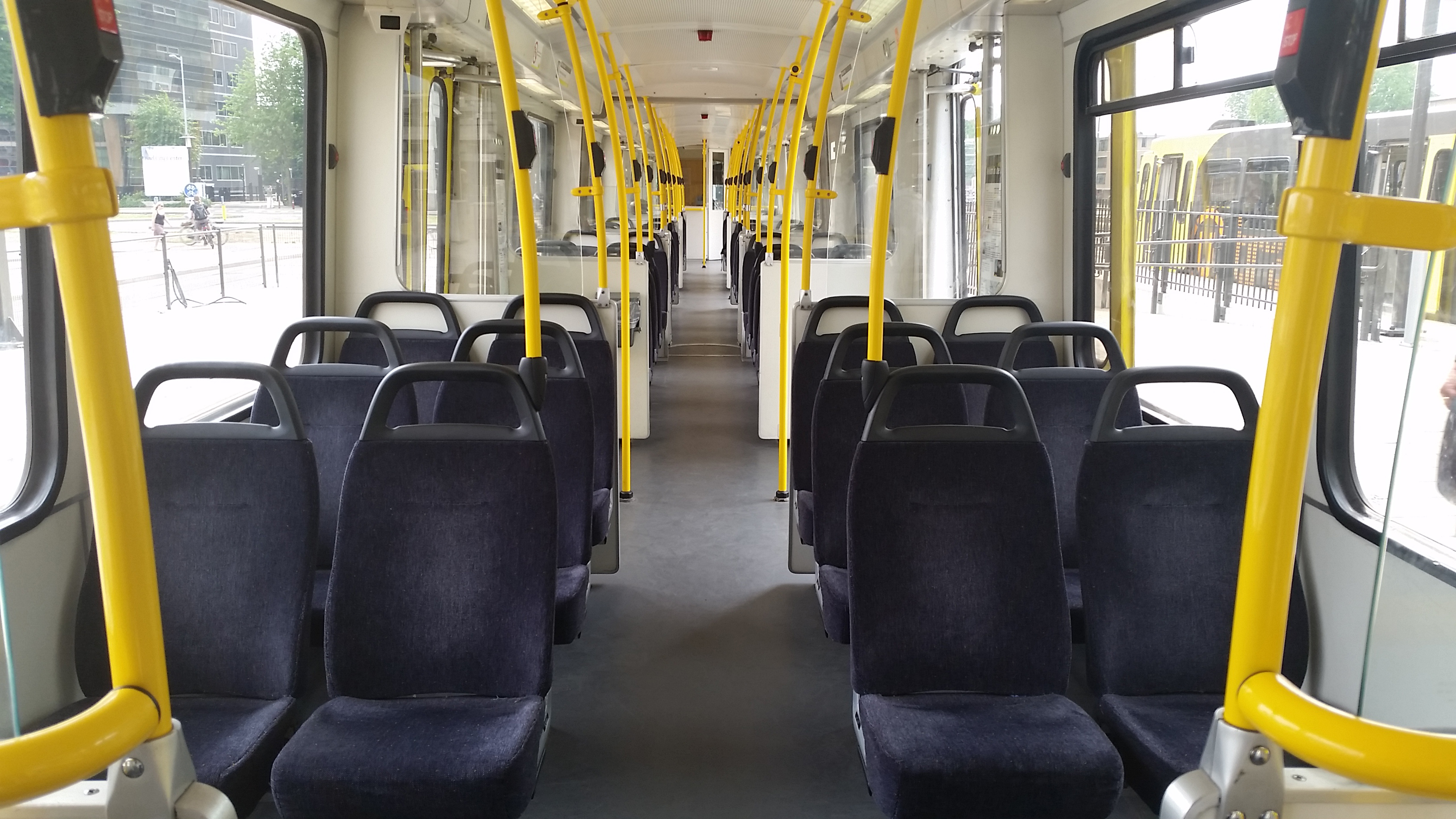
Losse stoelen in grijs met heldergeel (na 2011)